# Soya Fujiwara
Soya Fujiwara (født 9. september 1995) er en japansk fodboldspiller, som spiller for den japanske fodboldklub Giravanz Kitakyushu.